# Patagonian Expedition Race
 (décembre 2015).
Si vous disposez d'ouvrages ou d'articles de référence ou si vous connaissez des sites web de qualité traitant du thème abordé ici, merci de compléter l'article en donnant les références utiles à sa vérifiabilité et en les liant à la section « Notes et références ».
La Patagonian Expedition Race est un raid nature qui a lieu chaque année, en Patagonie chilienne, la région la plus au sud du monde si l’on excepte l’Antarctique. Les compétiteurs, en équipe mixtes de 4 personnes, s'affrontent dans les disciplines suivantes : trekking, kayak de mer, course d'orientation, VTT et activités d’escalade.

## Présentation
Depuis sa fondation en 2004, des courses allant de 520 km à 1 100 km ont dû être complétées en 9 à 12 jours. Les participants sont uniquement autorisés à utiliser une carte et une boussole afin d’établir leur itinéraire à travers la région désertique qu’est la Patagonie, faisant ainsi de la Patagonian Expedition Race l’un des plus extrêmes raids nature qui existent. L’édition 2007 fut la plus longue course de ce type jamais réalisée.
Bien que le défi sportif soit l’une de ses facettes principales, un autre but de la course est de sensibiliser la planète sur l’écologie unique et le riche héritage culturel qui coexistent en Patagonie. Au fil des ans, la course a récolté de plus en plus de prix dans les médias et a été l’objet d’articles dans plusieurs magazines internationaux, journaux et émissions télévisées.
En 2009, cet événement d’ampleur internationale, qui a acquis la notoriété sous le nom de « the last wild race » - est renommée la Wenger Patagonian Expedition Race. Wenger, le principal sponsor, fournit aux participants des couteaux suisses utilisés par l’armée suisse ainsi que des montres, des chaussures, des tentes et d’autres équipements de camping.
Stjepan Pavicic, directeur du raid, a commenté : « En 2002, nous avons lancé la vaste entreprise d’organiser la Patagonian Expedition Race. Dès le début, nous nous sommes focalisés sur la mise en place d’une expérience qui ne représente pas seulement un défi physique et mental, mais qui envoie également un message au monde : nous devons protéger et préserver cette région isolée et immaculée de la Patagonie chilienne. Aujourd’hui, notre épreuve délivre ce message à la planète, (…) ».
Ce raid nature n'a jamais bénéficié d’un partenariat officiel avec un Comité Olympique. La version 2009 de la course suivra de nouveau le format international.
Environ 60 athlètes de pays incluant les États-Unis, le Canada, la Chine, l’Australie, l’Allemagne, la Croatie, Israël, l’Espagne, la France, le Brésil, l’Argentine ou encore le Chili sont représentés au sein d’équipes mixtes de 4 personnes.
sur un parcours de 10 jours, 600 km, mélangeant VTT, trekking, activités d’escalade, kayak et course d’orientation.
L’édition de 2008 fut remportée par la France pour la troisième fois consécutive lorsque l’équipe Authentic Nutrition compléta le challenge en un temps total de 6 jours, 2 heures et 42 minutes.
L’édition 2009 eut lieu entre le 10 et le 21 février. À la mi-course, un trekking de 110 km contraignit 6 des 11 équipes participantes à l’abandon.